# سباعي الثغور
سباعي الثغور (الاسم العلمي: Eptatretus) هو جنس من اللافكيات يتبع فصيلة الأسماك المخاطية من رتبة ماخطات الشكل.

## أنواع سباعي الثغور
- سباعي الثغور الأعماق
- سباعي الثغور الصغير
- سباعي الثغور الصيني
- سباعي الثغور القزم
- سباعي الثغور اللوزوني
- سباعي الثغور المتورد
- سباعي الثغور المخفي
- سباعي الثغور الكريبي
- سباعي الثغور تايواني
- سباعي الثغور ثماني الفتحات الخيشومية
- سباعي الثغور سداسي الفتحات الخيشومية
- سباعي الثغور طويل الزعانف
- سباعي الثغور متعدد الأسنان
- سباعي الثغور متعدد الفتحات الخيشومية
- سباعي الثغور النيلسوني
- سباعي الثغور الوالكري
- سباعي الثغور اليانغي